# Luis Gregorio Ramos
Luis Gregorio Ramos Misioné (15 maggio 1953) è un ex canoista spagnolo.

## Palmarès
- Giochi olimpici

Montreal 1976: argento nel K4 1000 metri.
Mosca 1980: argento nel K2 1000 metri.
- Mondiali

Belgrado 1975: oro nel K4 1000 metri, bronzo nel K1 4x500 metri.
Sofia 1977: bronzo nel K4 500 metri, bronzo nel K4 1000 metri.
Belgrado 1978: argento nel K4 500 metri, bronzo nel K4 1000 metri.
Duisburg 1979: bronzo nel K2 10000 metri.
Belgrado 1982: bronzo nel K2 1000 metri.